# Виноградська Марія Кузьмівна
Марія Кузьмівна Виногра́дська (3 вересня 1916, Дейманівка — 4 листопада 1979, Ростов-на-Дону) — українська радянська ткаля і вишивальниця; заслужений майстер народної творчості УРСР з 1960 року.

## Біографія
Народилася 21 серпня [3 вересня] 1916 року в селі Дейманівці (нині Чернігівська область). Працювала на Дігтярівській фабриці художніх виробів імені 8 березня. Авторка вишиванок, плахт.
Померла у Ростові-на-Дону 4 листопада 1979 року.